# Stefan Zapotocky
Stefan Zapotocky (* 3. Dezember 1952 in Wien) ist ein österreichischer Wirtschaftsmathematiker, Finanzexperte, Entrepreneur, Organist und ehemaliger Vorstand der Wiener Börse.

## Leben und Wirken
Stefan Zapotocky studierte Wirtschafts- und Planungsmathematik an der Technischen Universität Wien. Er erlangte 1976 den Grad des Diplom-Ingenieurs und schloss in Folge sein Doktoratsstudium im Jahre 1981 ab.
Er begann 1976 bei der Erste Bank. Danach wechselte er zur Länderbank, die 1990 durch Fusion mit der Zentralsparkasse in der Bank-Austria-Gruppe aufging, wo er Ressortchef des Wertpapiergeschäfts war. Im Jahre 2000 wechselte er in den Vorstand der Wiener Börse und blieb dort bis zur Gründung seiner Private-Equity-Gesellschaft LPC Capital Partners GmbH 2006 (vormals BAST Unternehmensbeteiligungs-AG). 2016 bis 2019 war er Vorstandsmitglied einer internationalen Bankgruppe. Seit 2019 ist er Vorstandsvorsitzender der RPR Privatstiftung Wien.
Stefan Zapotocky hielt Aufsichtsratmandate im österreichischen Banken-, Versicherungs- und Industriesektor inne, unter anderem bei der Österreichischen Industrieholding AG ÖIAG. Er war Gründungsvorstand der Notartreuhandbank Austria, einer Spezialbank für Treuhandgelder in Österreich.
Parallel zu seinen wirtschaftlichen Tätigkeiten gilt Zapotockys Interesse der Musik. So studierte er beispielsweise Orgel beim ehemaligen Domorganisten am Wiener Stephansdom Peter Planyavsky, zusammen sind sie im Verein „Wiener Orgelkonzerte“ tätig. Er ist Direktionsmitglied der Gesellschaft der Musikfreunde in Wien, war bis Februar 2023 Vorsitzender des Universitätsrats der mdw, Universität für Musik und darstellende Kunst Wien und ist Chairman der Webster Vienna Private University. Außerdem fungiert er als Ehrenpräsident der Schubert-Gesellschaft Wien-Lichtental.
Stefan Zapotocky trat als Podiumsdiskussionsteilnehmer und Sprecher bei Veranstaltungen auf, beispielsweise als Speaker bei den Millstätter Wirtschaftsgesprächen oder dem European Forum Alpbach. Er ist außerdem als Vizepräsident Mitglied des Präsidiums des European Media & Content Pool EMCP.
1975 kaufte er mit seinem Schwager von den Österreichischen Bundesforsten die dem Verfall preisgegebene Burg Weißenburg in Frankenfels. Sie bauten diese Ruine teilweise wieder zu einer Burg auf und wohnen zeitweise dort. Es finden regelmäßig die kulturellen Burggespräche statt.
Im Jahre 2005 wurde Stefan Zapotocky das Große Silberne Ehrenzeichen für Verdienste um die Republik Österreich verliehen.

## Veranstaltungsauftritte (Auswahl)
- 2003: Corporate Governance, Vortrag im Rahmen des European Forum Alpbach
- 2005: Zukunftsmathematik, Vortrag im "Math.Space" des Wiener MuseumsQuartier
- 2014: Crowdfunding Symposium, Podiumsdiskussionsteilnahme an der FinTech Academy
- 2015: Managementkompetenzen der Zukunft und Führungsfragen der nächsten Generation, Vortrag beim Globart Business Summit
- 2019: Abend.Stille: Den Unterschied machen, Vortrag im Rahmen des European Forum Alpach
- 2021: Nachhaltig investieren in Wohnimmobilien, Vortrag im Rahmen des Real Estate Salon

## Ehrenzeichen
2012 erhielt er das Ehrenzeichen der Gemeinde Frankenfels in Silber für seine kulturellen Verdienste und den Aktivitäten auf der Weißenburg.